# Bizen-Keramik

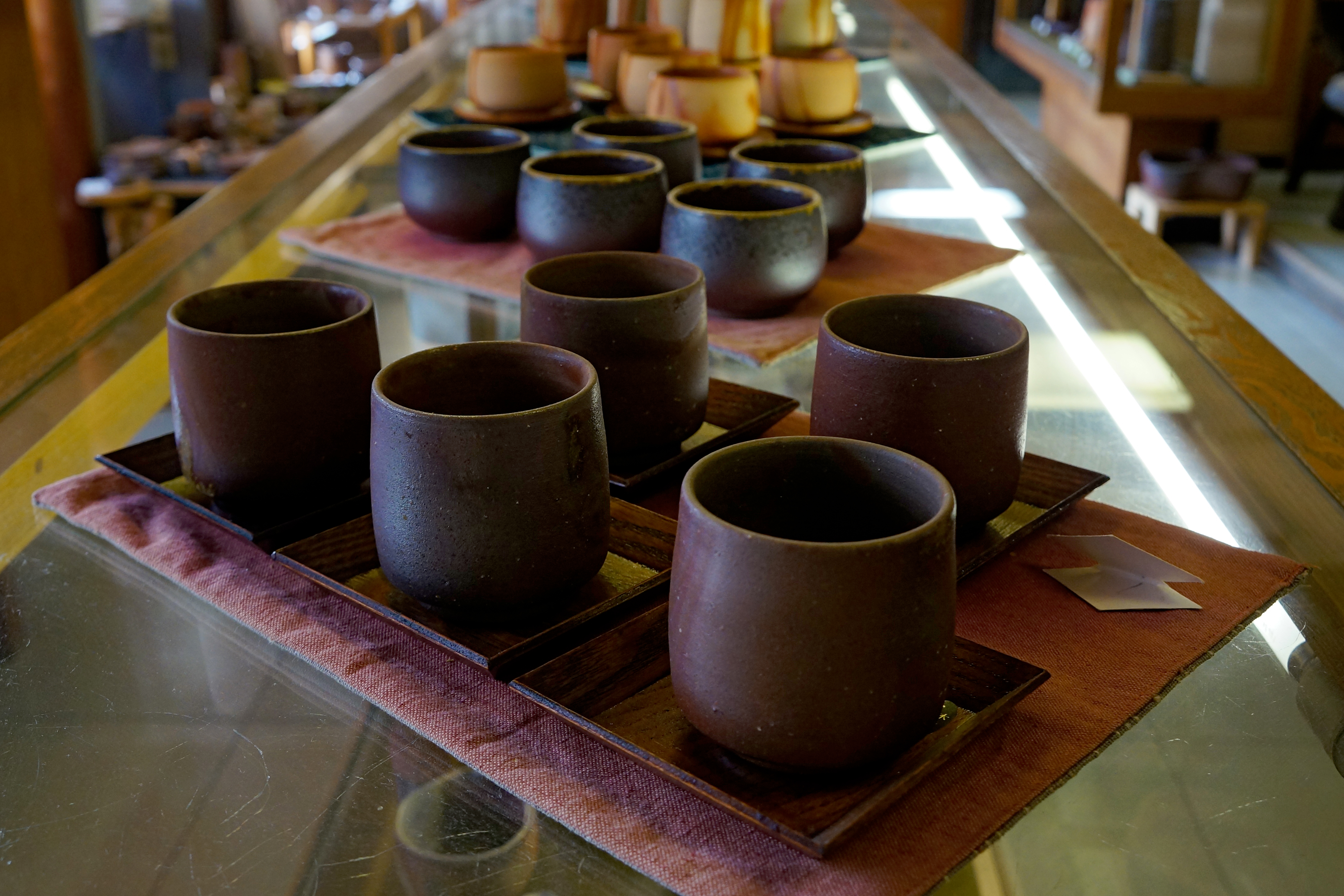
Beispiele für Bizen-Keramik

Bizen-Keramik (jap. 備前焼, Bizen-yaki) ist die allgemeine Bezeichnung für japanische Keramikprodukte, die hauptsächlich im Bizen-Gebiet, das heute etwa der Präfektur Okayama entspricht, hergestellt werden. Bizen ist nach Tokoname die älteste der „Sechs alten Brennöfenstätten Japans“ (Rokkoyō). Charakteristisch ist ihr dunkelroter bis brauner Farbton. Als Zentrum der Bizen-Keramik gilt die alte Stadt Inbe, die heute Teil von Bizen ist.

## Überblick

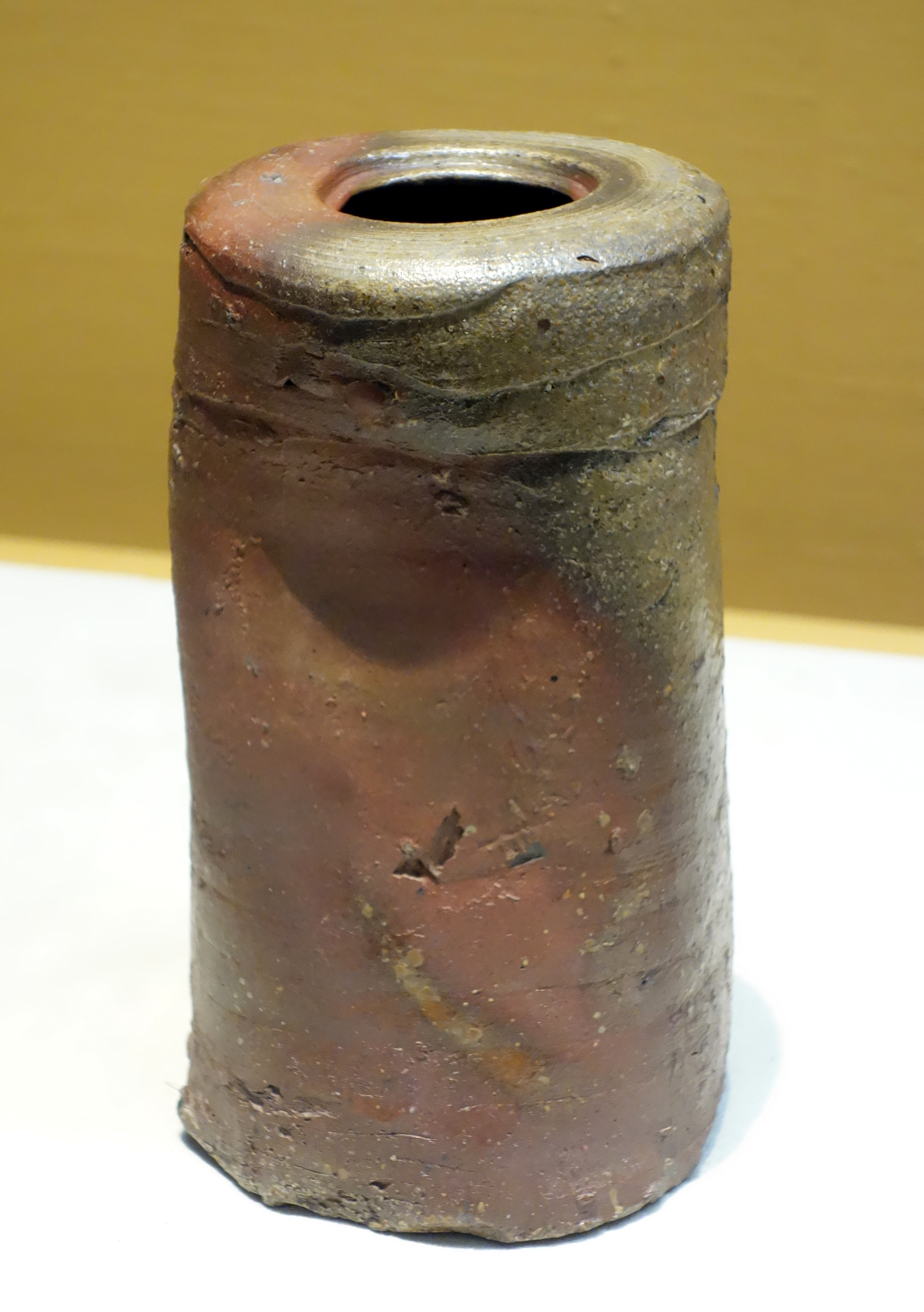
Blumenvase im Nationalmuseum Tokio

Die Bizen-Keramik geht wie auch die Mino-Keramik zurück auf die Sue-Keramik der Heian-Zeit. In der ersten Hälfte der Heian-Zeit wanderten Töpfer, die Sueki herstellten, in das Bizen-Gebiet, wo sie das Töpferzentrum Inbe gründeten und zunächst auch graue Sue-Keramik im Reduktionsbrand fertigten. Ende des 12. Jahrhunderts erbrachte die Vergrößerung der Tunnelbrennöfen zu großen, Ōgama genannten Brennöfen die Möglichkeit die Produktion zu steigern. Zudem war nun ein Brand bei höheren Temperaturen möglich, was einen Wechsel vom Reduktions- zum Oxidationsbrand erbrachte. In dieser Zeit wurde eine Vielzahl großer Vorratsgefäße hergestellt.
Ende des 16. Jahrhunderts dann entwickelt sich durch die Beimengung von eisenhaltigem Ton die heute noch typische dunkelrote bis kastanienbraune Färbung. 1582 wählte Toyotomi Hideyoshi, seiner Zeit Militärgouverneur von Bizen und Teeliebhaber, sechs der besten Familien zur Herstellung von Teegeschirr aus. Dazu zählten die Familien Kaneshige, Kimura, Mori, Hayami, Ohan und Terami, von denen die ersten drei noch heute tätig sind. Die in dieser Zeit entstandene Keramik nennt man auch alte Bizen-Keramik (古備前, Ko-Bizen). In der Folge erlebte die Teekeramik mit verschiedenen Brandeffekten von der Muromachi bis zur Momoyama-Zeit eine Blüte.
In der Edo-Zeit wurde die Produktion der Bizen-Keramik vom lokalen Fürstenhaus der Ikeda unterstützt. In dieser Zeit stellten die Töpfer der Bizen-Region vornehmlich figürliche Keramiken (細工物, saikumono), Gebrauchsgeschirr und Sake-Flaschen her. Als Reaktion auf die Konkurrenz, die mit weißen Porzellanen aus Hizen und Kyōto entstanden war, produzierte man in Bizen zeitweilig ebenfalls weiße (gofun-bizen) und farbige (色絵備前, iroe-bizen) Keramiken.
Die Verbreitung der Hangöfen (noborigama) zu Beginn des 19. Jahrhunderts brachte auch eine preiswerte Massenproduktion mit sich, sodass die Bizen-Keramik, nunmehr ohne Protektion, während der Meiji-Zeit in eine Krise geriet. Kaneshige Tōyō, Nachfahre einer der von Hideyoshi ausgewählten Familien, der 1956 als Lebender Nationalschatz ausgezeichnet wurde, gelang es die Tradition der alten Bizen-Keramik mit der Herstellung von saikumono wiederzubeleben.

## Arten der Bizen-Keramik
Die Bizen-Keramik wird bei niedrigen Temperaturen um 1000 °C und langer Brenndauer verhältnismäßig schonend gebrannt. Da bei dieser niedrigen Temperatur Aschepartikel nicht immer vollständig ausschmelzen, ist dies auch ein Charakteristikum der Glasur.
- Sesamsamenglasur (胡麻, goma): mit sesamkornartigen Glasurflecken, die durch Flugasche während des Brennvorgangs erzeugt werden
- metallisch graublaue Bizen-Keramik (桟切り, sangiri): die Färbung entsteht zufällig durch Reduktion während des Brennvorgangs, wenn die Oberfläche von Asche bedeckt und von Feuer und Luft nicht mehr erreicht wird
- Bizen-Keramik mit Feuerschnur Muster (緋襷, hidasuki): durch Umwickeln des Rohlings mit Stroh, das in Salzwasser getränkt wurde, reagiert das Natrium des Kochsalzes in der oxidierenden Atmosphäre mit dem eisenhaltigen Ton. Das Ergebnis sind rote Streifen auf der Keramik
- Bizen-Keramik mit rötlichen Flecken (牡丹餅, botamochi): durch Abdecken des Rohlings mit Kugeln aus feuerfestem Ton (sog. Fire Clay) entstehen beim Brennen runde Flecken mit rötlicher Färbung
- blaue Bizen-Keramik (青備前, ao Bizen): die Färbung entsteht durch vollständiges Abdecken mit Stroh beim Brennvorgang
- Fuseyaki (伏せ焼): Keramik mit unterschiedlicher Färbung, die durch eine teilweise Abdeckung der Oberfläche entsteht
- schwarze Bizen-Keramik (黒備前, kuro Bizen): durch Reduktionsbrand ähnlich der ursprünglichen alten Bizen-Keramik hergestellte Keramik
- Enokihada (榎肌): Keramik, die bei niedrigen Temperatur gebrannt wird, sodass die Asche, die durch Ascheflug die Oberfläche der Keramik bedeckt, nicht mehr ausschmilzt. Die Oberfläche ähnelt dann der Haut des Enoki-Pilzes
- Feuerwechsel (火変わり, higawari): durch den Wechsel von Reduktions- zu Oxidationsbrand während des Brennvorgangs werden Töne aus Rotviolett bis Dunkelgrau erzeugt[1]

## Kulturgut
In der Stadt Bizen befinden sich drei große Tunnelbrennöfen (ōgama), die als historische Stätten deklariert wurden. Es handelt sich dabei um die nach ihrer Lage unterschiedenen nördlichen, südlichen und westlichen Inbe-Ōgama. Zum städtischen Kulturgut wurde zudem der Tempō-Brennofen (天保窯) ernannt.
Daneben ist die Bizen-Keramik auch in mehreren lokalen Museen wie dem Fujiwara-Kei-Museum zu sehen, das zum Andenken an den gleichnamigen Keramikkünstler und Lebenden Nationalschatz erbaut wurde. Neben Kei Fujiwara und seinem Sohn Yū Fujiwara wurden noch drei weitere Keramikkünstler in der Kategorie Bizen-Keramik als Lebender Nationalschatz ausgezeichnet. Alljährlich feiert man am dritten Wochenende im Oktober das Bizen-Keramik Fest.

## Bilder

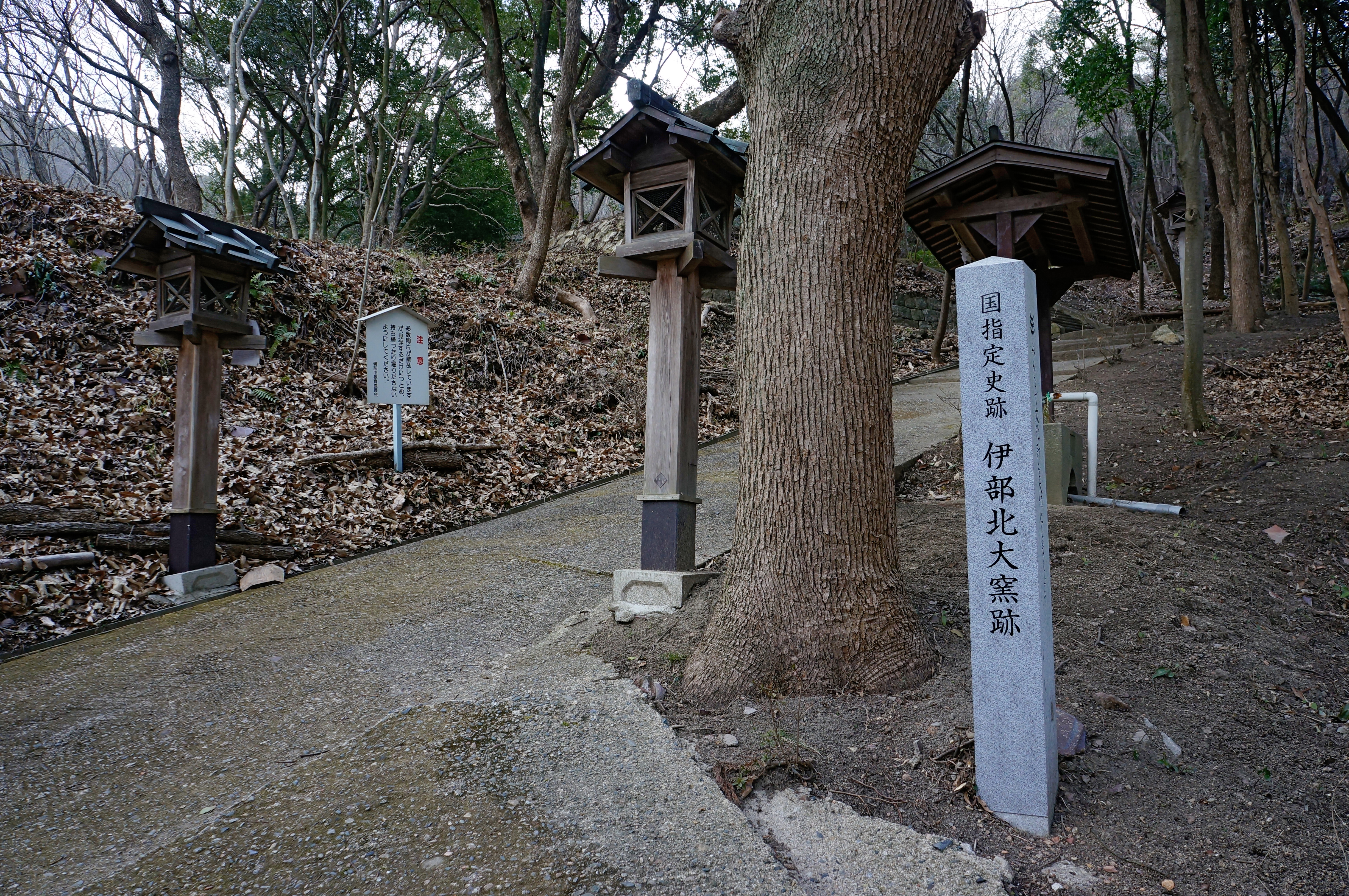
Überreste des nördlichen Inbe-Ōgama
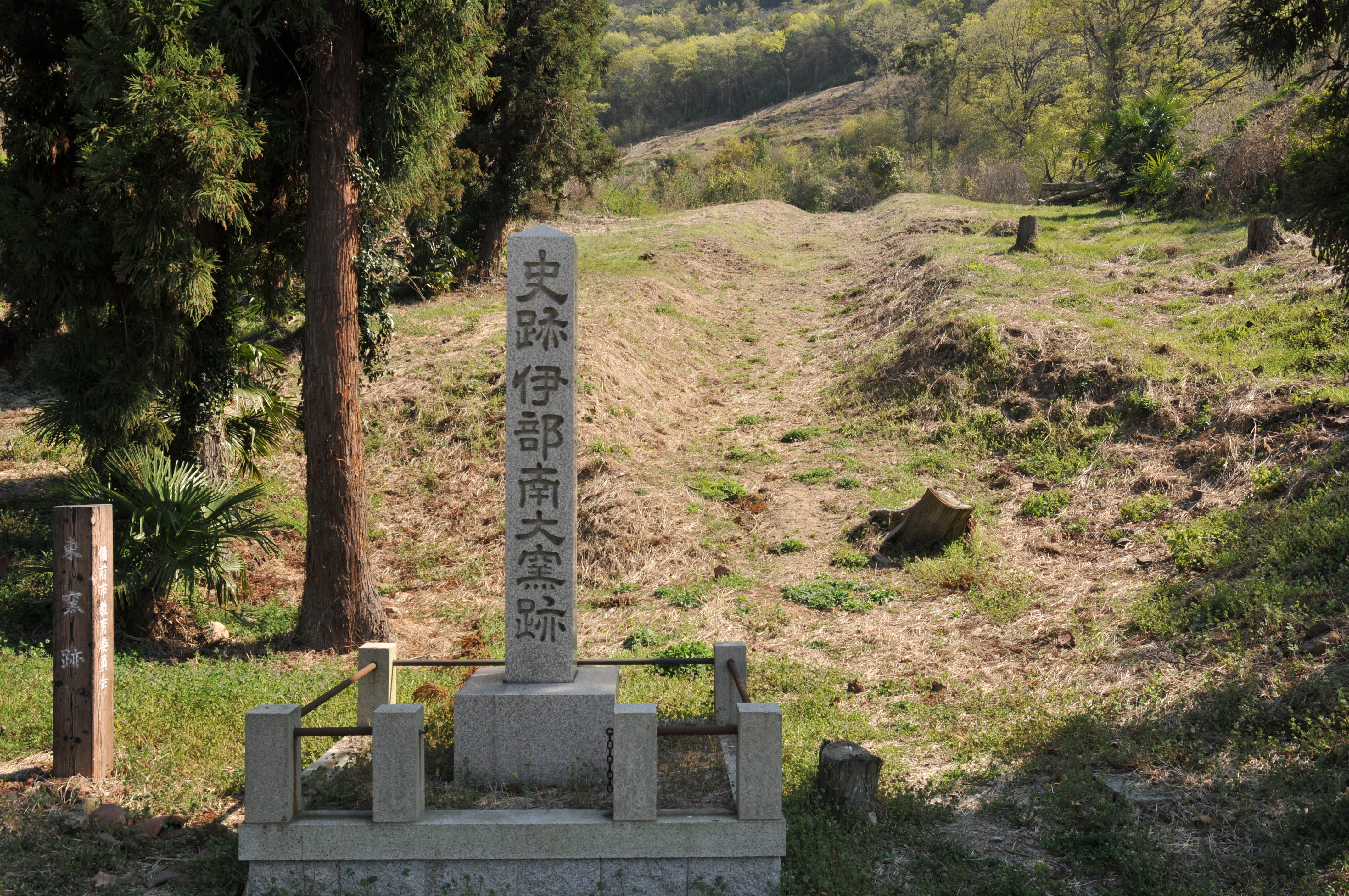
Überreste des südlichen Inbe-Ōgama
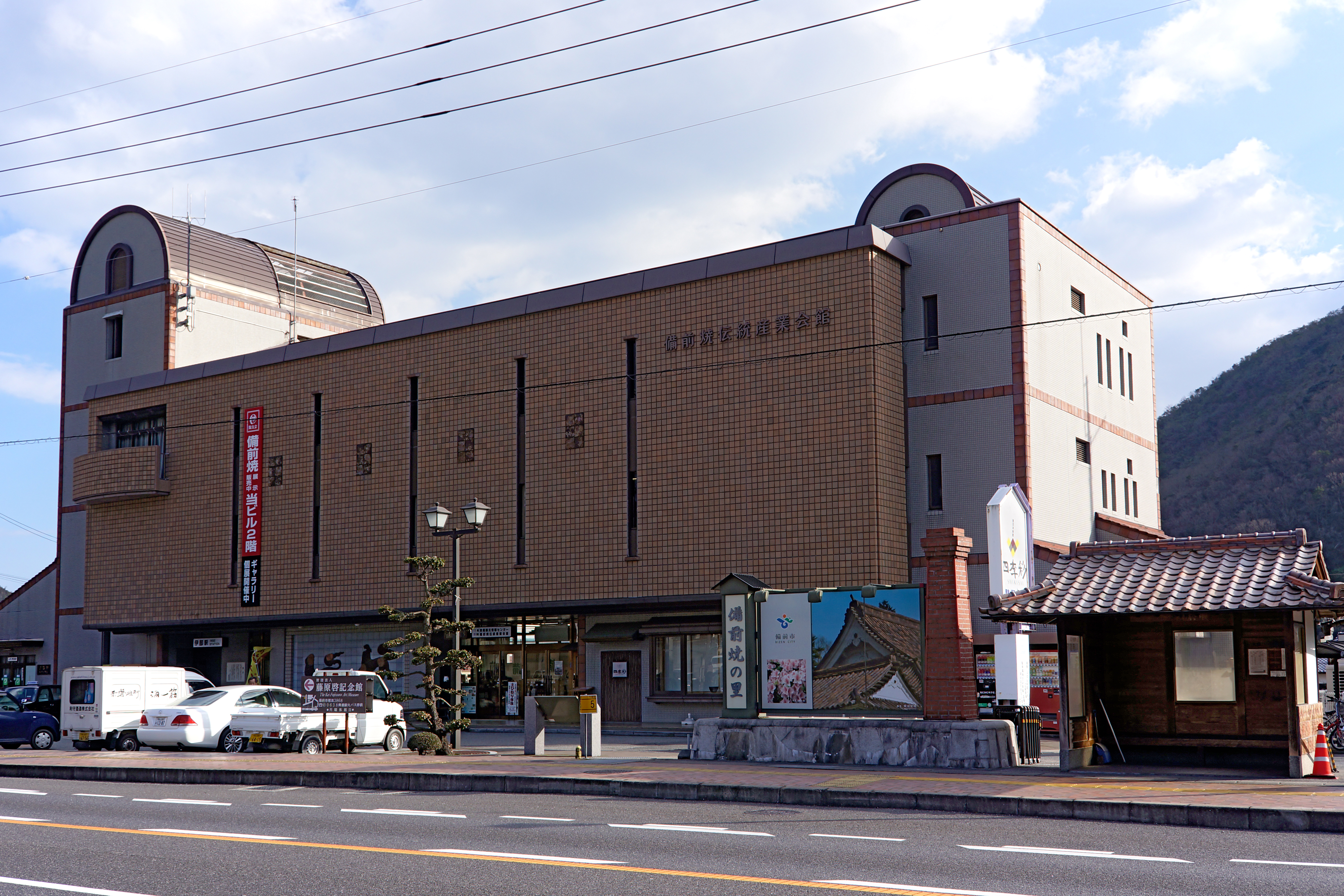
Museum der Gesellschaft für die traditionelle Herstellung von Bizen-Keramik (備前焼伝統産業会館)
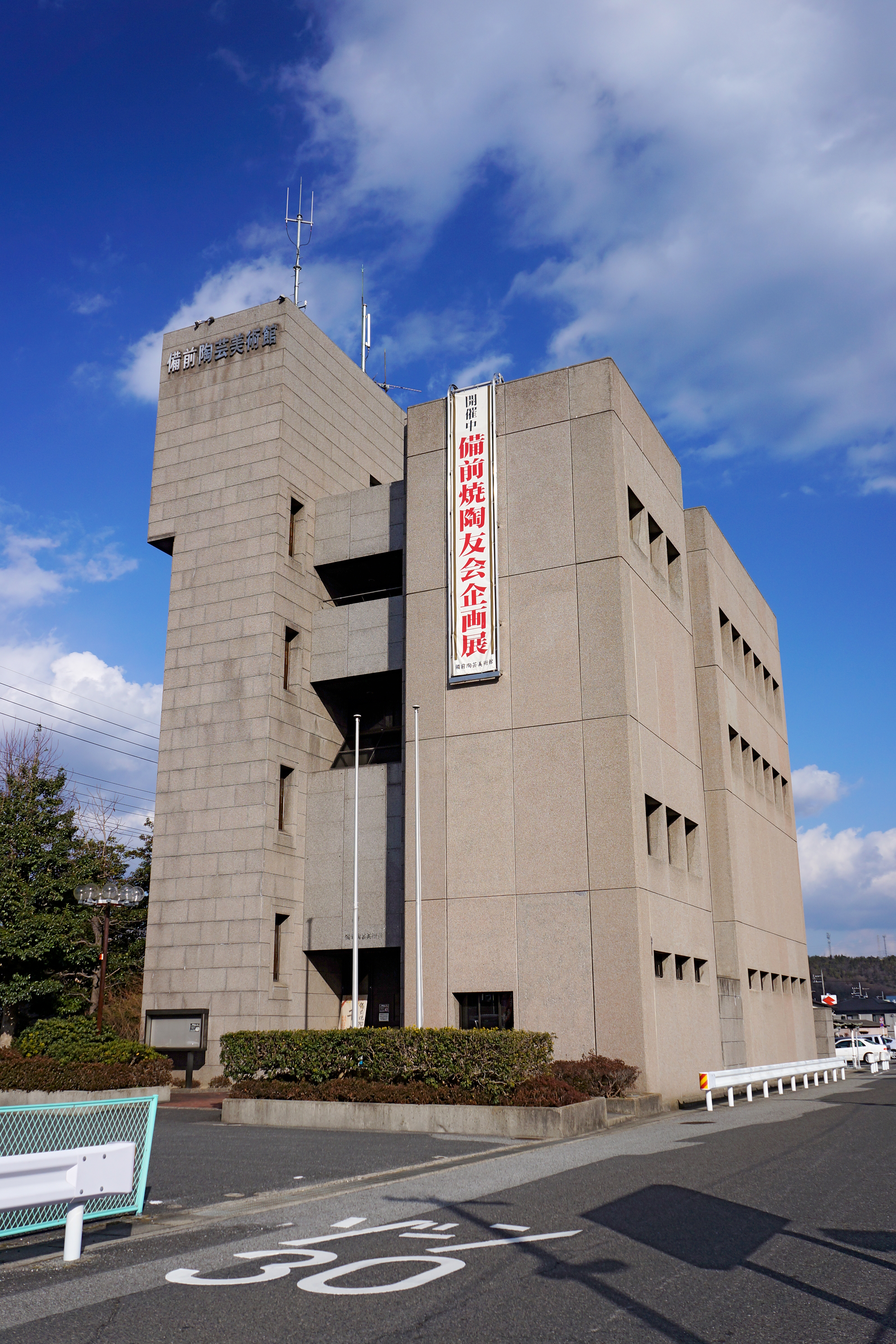
Bizen-Keramikmuseum der Präfektur Okayama